# جوزيف سيمون
جوزيف سيمون (بالفرنسية: Lockroy )‏ (و. 1803 – 1891 م) هو ممثل، وكاتب مسرحي، وواضع كلمات الأوبرا، وكاتِب، وممثل مسرحي، من فرنسا، ولد في تورينو، توفي في باريس، عن عمر يناهز 88 عاماً.

## مناصب
تولى منصب مدير المسرح الكوميدي الفرنسي ‏ (2 مارس 1848–11 أكتوبر 1848).

## روابط خارجية
- جوزيف سيمون على موقع ميوزك برينز (الإنجليزية)